# Carl Fredrich

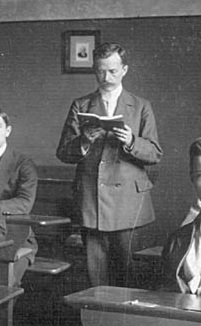
Carl Fredrich (1915)

Carl Fredrich und latinisiert Carolus Fredrich (* 20. Juli 1871 in Stettin; † 5. Januar 1930 ebenda) war ein deutscher Altphilologe, Historiker, Klassischer Archäologe und Gymnasiallehrer.

## Leben
Fredrich besuchte das Stadtgymnasium an der Grünen Schanze in Stettin, wo der Schulleiter Hugo Lemcke sein Interesse für die Altertumswissenschaften weckte. Ab 1890 studierte Fredrich Philologie, Geschichte und Archäologie an der Universität Göttingen. 1894 wurde er dort bei Ulrich von Wilamowitz-Moellendorff zum Dr. phil. promoviert. Im Jahr darauf bestand er das Examen pro facultate docendi in den Fächern Gräzistik, Latein, Deutsch und Geschichte. Seit seinem Studium war er Mitglied des Philologisch-Historischen Vereins Göttingen im Naumburger Kartellverband.
Von Michaelis 1895 bis Ostern 1897 reiste er als Stipendiat des Deutschen Archäologischen Instituts und der Königlich-Preußischen Akademie der Wissenschaften in Italien und Griechenland. Nach kurzer Zeit bei dem Philologen und Archäologen  Karl Dilthey an der Universität Göttingen schlug er die Laufbahn des Gymnasiallehrers ein. Das Seminar- und Probejahr absolvierte er am Kgl. Berger-Realgymnasium zu Posen. Bis zum 1. September 1899 war er Hilfslehrer in Gnesen. Nachdem er sich für die Berliner Antikensammlung an den Ausgrabungen in Milet beteiligt hatte, wurde er Ostern 1901 Hilfslehrer und 1902 Oberlehrer am Friedrich-Wilhelms-Gymnasium in Posen. Von 1903 bis 1910 hielt er auch Vorlesungen über Archäologie an der Königlichen Akademie zu Posen. Vom 1. April bis zum 1. Dezember 1904 bereiste er die Thrakischen Inseln, um antike Inschriften für die Königliche Akademie der Wissenschaften zu sammeln. 1906 lehnte er den Ruf der Universität Greifswald auf ihren Lehrstuhl für Klassische Philologie ab. 1910 verlieh ihm die Königliche Akademie zu Posen den Titel eines Professors.
Zum 1. November 1910 wurde er als Direktor an das Königliche Gymnasium in Küstrin versetzt. 1914 kehrte er als Direktor des Marienstiftsgymnasiums in seine Heimatstadt Stettin zurück. In Stettin hielt er auch Vorträge an der 1919 von Erwin Ackerknecht gegründeten Volkshochschule.
Bei seinem Interesse an der Geschichte Pommerns war er seit 1918 Vorstandsmitglied, von 1923 bis zu seinem Tode Vorsitzender der Gesellschaft für pommersche Geschichte und Altertumskunde. Unter seinem Vorsitz gab die Gesellschaft ihre Altertumssammlung an den Provinzialverband Pommern ab. Die Sammlung wurde 1928 als Provinzialmuseum Pommerscher Altertümer neu eröffnet; Museumsleiter wurde Otto Kunkel, bis dahin Kustos der Gesellschaft. Fredrich war auch Vorstandsmitglied der Historischen Kommission für Pommern.

### Privates
1904 heiratete er Adelheid von Wilamowitz-Moellendorff (1881–1954), die zweite Tochter seines Doktorvaters Ulrich von Wilamowitz-Moellendorff. Sie hatten vier gemeinsame Kinder. Ihre Briefe wurden von ihrer Enkelin Gertrud Wallis publiziert.

### Auszeichnungen
- Korrespondierendes Mitglied des Kaiserlichen Deutschen Archäologischen Instituts (1899)
- Titel eines Professors der der Königlichen Akademie zu Posen (1910)
- Korrespondierendes Mitglied der Historischen Gesellschaft der Provinz Posen (1911)
- Ehrenmitglied des Vereins für Geschichte Küstrins (1914)
- D. theol. h. c. der Universität Greifswald (1928)
- Ordentliches Mitglied des Kaiserlichen Deutschen Archäologischen Instituts (1928)

## Schriften
- Sarkophag-Studien. Göttingen 1895.
- Hippokratische Untersuchungen (= Philologische Untersuchungen. Band 15). Berlin 1899.
- Halonnesos (Programm des Friedrich-Wilhelms-Gymnasiums Posen). Posen 1905.
- Funde antiker Münzen in der Provinz Posen. Posen 1909, Nachtrag 1913.
- mit Bender: Baedeker, Reisehandbuch für Konstantinopel und Klein-Asien. 2. Aufl. 1914.
- Inschriften des Rathauses von Milet. 1908.
- Inscriptiones maris thracici (= Inscriptiones Graecae, Bd.  XII, 8). 1909.
- Römische Bronzestatuetten aus Ostdeutschland (Programm des Gymnasiums Küstrin). Küstrin 1911.
- Cüstrin vor hundert Jahren 1806-1812. Zwei Vorträge. Adler, Küstrin 1913.
- Die Stadt Küstrin. Adler, Küstrin 1913.
- Vor den Dardanellen. Auf altgriechischen Inseln und auf dem Athos. Weidemann, Berlin 1915.
- Die ehemalige Marienkirche in Stettin und ihr Besitz. In: Baltische Studien. N.F. Band 21, 1918, S. 143–246; Band 23 N.F., 1920, S. 1–60.
- Stettin nach der Belagerung durch den großen Kurfürsten. In: Baltische Studien. N.F. Band 26, 1924, S. 283–291.
- Der Kupferstecher Johann Wilhelm Michaelis. In: Monatsblätter der Gesellschaft für pommersche Geschichte und Altertumskunde, Nr. 6, Juni 1925, S. 25 f. (Digitalisat).